# 華威影城
華威影城（英語：Wovie Cinemas）為新光三越台北天母店的專屬電影院，開幕時以「天母華納威秀影城」之名經營，實為加盟委託華納威秀影城營運，在台中廣三SOGO百貨亦設有分店。

## 大事記
- 2006年，於威秀影城加盟期滿後，原天母威秀影城與美麗華娛樂股份有限公司合作成立美麗華影城，以「台北美麗華天母影城」之名經營，委託「美麗華威影城股份有限公司」管理。
- 2013年5月，終止與美麗華影城的加盟關係，更名「華威天母影城」，自此獨立經營[1][2][3]。
- 2021年10月，華威天母影城結束營業，華威影城有限公司至此吹熄燈號。

## 過往據點

### 臺北市
- 台北天母華威影城
  - 位於台北市士林區忠誠路二段202號（新光三越台北天母店B棟4至8樓）
  - 8間數位放映廳，還引進了【頂級數位3D立體設備】
  - 為客人提供最寬敞、無障礙的視廳空間享受
  - 曾先後隸屬威秀影城、美麗華影城，2021年10月28日改由新光影城收回自營[4]。

### 臺中市
- 台中華威影城
  - 位於台中市西區臺灣大道二段459號（廣三SOGO百貨18樓）
  - 9間放映廳，內含一座Dolby Atmos影廳：銀幕長14.3公尺，寬6.25公尺，和五座LOMO影廳個人座位觀影空間加大，還搭配Dolby Digital環繞音效。
  - 個人座位觀影空間加大，另設無間隔約會情人座，搭配Dolby Digital環繞音效，讓約會無間隔舒適窩沙發
  - 2021年2月28日結束營業[5]，後於2024年8月21日改由王牌映畫影城接手。